# Автоматизація технологічних процесів
Автоматиза́ція технологі́чних проце́сів — використання енергії неживої природи в технологічному процесі або його складових частинах для їх виконання і керування ними без безпосередньої участі людей, що здійснюється з метою зменшення трудових затрат, покращення умов виробництва, підвищення обсягів випуску й якості продукції.
За рівнем автоматизації розрізняють часткову, повну і комплексну автоматизацію технологічних процесів.
Здійснюється за допомогою систем автоматичного регулювання (САР) та систем автоматичного керування (САК).

## Автоматизація технологічних процесів як наука
Спеціальність охоплює всі стадії життєвого циклу автоматизованих систем керування технологічними процесами (АСКТП), включаючи й розроблення, дослідження, експлуатацію та утилізацію.
Наукова та практична значущість розв'язання проблем, притаманних даній спеціальності, полягає у забезпеченні досягнення високих якісних і кількісних показників технологічного процесу і, як наслідок, підвищення продуктивності, ритмічності, конкурентоспроможності автоматизованих об'єктів у різних галузях народного господарства.

## Напрямки досліджень
Напрямки досліджень:
- Методи створення АСК технологічними процесами та комплексами різного призначення;
- формалізація завдань управління складними процесами й комплексами, розроблення критеріїв оцінювання якості їх функціонування;
- моделювання об'єктів і систем керування (статичні та динамічні моделі, стохастичні й імітаційні моделі, логіко–динамічні моделі тощо);
- ідентифікація та контроль параметрів об'єктів керування в різних галузях народного господарства;
- інформаційне та програмне забезпечення АСКТП та АСК технологічними комплексами;
- програмно — технічні засоби для розроблення АСУТП у різних галузях народного господарства;
- діагностування й забезпечення надійності АСКТП;
- системи інтелектуальної підтримки прийняття рішень в умовах невизначеності при управлінні технологічними процесами і комплексами різного призначення;
- автоматизовані технологічні комплекси як складова частина інтегрованих автоматизованих виробництв.